# Yaquina Head
Yaquina Head ist eine Halbinsel an der Westküste der USA nördlich von Newport, Oregon im Lincoln County. Der Name stammt von einem Indianerstamm, der an der Küste von Oregon gelebt hat und heute praktisch ausgestorben ist. An der Spitze der Halbinsel befindet sich der Leuchtturm Yaquina Head Lighthouse. Teile der etwa 1,3 Kilometer langen Halbinsel stehen seit 1948 als Outstanding Natural Area unter dem Schutz des Bureau of Land Management.
Der relativ gerade Verlauf der zentralen und nördlichen Küstenlinie vor Oregon ist durch einzelne Halbinseln, die Headlands, unterbrochen. Die Halbinsel Yaquina Head bildet die nördliche Grenze solch einer Bucht, die an der Yaquina Bay, der Mündung des Yaquina Rivers bei Newport beginnt. Die Halbinsel wird von dem 1871–1873 erbauten Leuchtturm Yaquina Head Lighthouse dominiert. Vorgelagert befinden sich einige kleine Inseln mit Vogelkolonien.

## Geologie
Yaquina Head ist aus dem Columbia-Plateaubasalt zwischen 17 und 14 Millionen Jahren entstanden. Die Flutbasalte stammen aus der Region östlich des Kaskadengebirges aus der Grenzregion von Oregon, Idaho und Washington. Auf ihrem etwa 500 km weiten Weg in Richtung Westen folgten die riesigen Mengen Lava dem Columbia River in seinem Tal durch das Kaskadengebirge bis zum Meer. Als Folge wurde der Columbia River im Laufe seiner Geschichte immer wieder gezwungen, sein altes Flussbett zu verlassen, da er durch massive Basaltströme verdrängt wurde, er suchte sich neue Wege und formte durch Erosion neue Täler. Hoper stellte fest, dass sich die Mündung des Columbia River vor etwa 15 Millionen Jahren weiter südlich befand. Durch dieses ehemalige Stromtal gelangte ein Teil des sogenannten Gingko basalt flow an die Küste von Oregon und bildete eine Basaltspitze im Meer, den Yaquina Head.
Mit dem Erreichen des Pazifischen Ozeans kühlte die Lava schließlich ab und kam zum Stillstand. Etwa bei Portland teilte sich der Lavastrom, ein anderer Teil der Lava erreichte den Pazifischen Ozean etwa 250 km weiter nördlich bei Astoria, an der heutigen Mündung des Columbia River. Unterhalb der Basaltlage befinden sich weitere Ablagerungen, zum Teil aus vulkanischer Asche, Basalt, Sandstein oder Tonstein, je nach Ursprung.
Aus den sedimentären Ablagerungen, die unterhalb des Meeresbodens gebildet wurden, heute aber an einigen Stellen an der Küstenlinie sowie an der Yaquina Bay oberhalb des Meeresspiegels in Terrassen vorkommen, kann geschlossen werden, dass sich das Land während der letzten zwei Millionen Jahre stark gehoben hat.
Da der am Yaquina Head vorherrschende Basalt widerstandsfähiger als die umliegenden Plateausedimente gegen die Erosion des Meere ist, blieb die Basaltstruktur als Halbinsel erhalten. Die umliegenden Kliffs wurden im Gegensatz dazu viel stärker erodiert. Erosion, Faltung und Hebung brachten die Halbinsel in ihre heutige Form.

## Nutzung

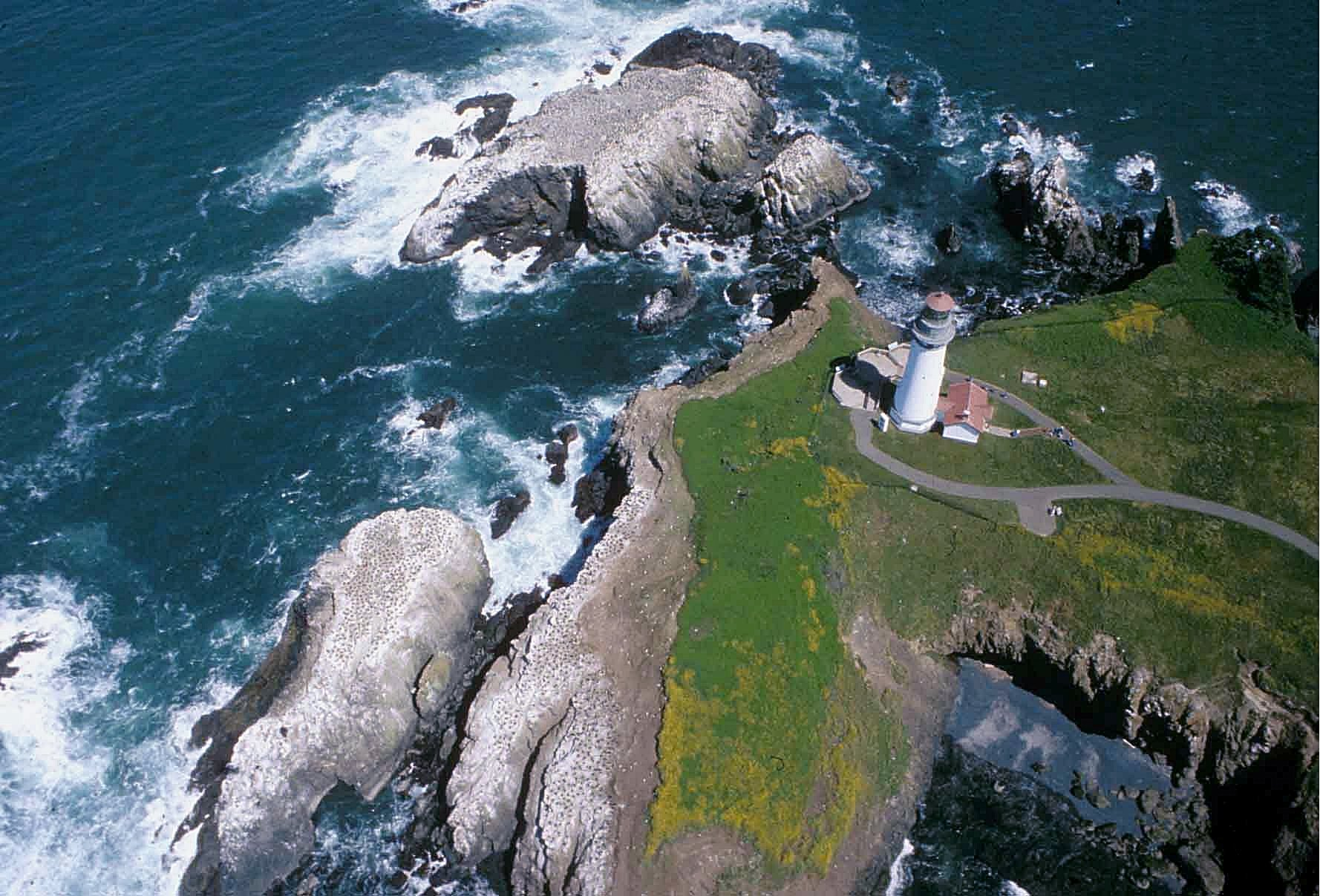
Yaquina Head von oben

Anfang des 20. Jahrhunderts wurden Teile des Basalts am Yaquina Head für den Straßenbau abgebaut, vor allem für den Ausbau des nahe liegenden U.S. Highway 101. 1939 wurde der Leuchtturm elektrifiziert, 1966 automatisiert und 1980 die komplette Halbinsel Yaquina Head unter Naturschutz gestellt. Der Besuch der Halbinsel ist kostenpflichtig, einige Wanderwege und Aussichtspunkte sind angelegt. Yaquina Head ist ein beliebter Aussichtspunkt, um Grauwale auf ihren Wanderungen zu beobachten. Diese ziehen im Winter entlang der amerikanischen Westküste aus den Gewässern vor Alaska in den Golf von Kalifornien. Zwischen März und Mai ziehen sie wieder Richtung Norden.